# Poa languidior
Poa languidior är en gräsart som beskrevs av Albert Spear Hitchcock. Poa languidior ingår i släktet gröen, och familjen gräs. Inga underarter finns listade i Catalogue of Life.